# Zona Metropolitana de Monterrey

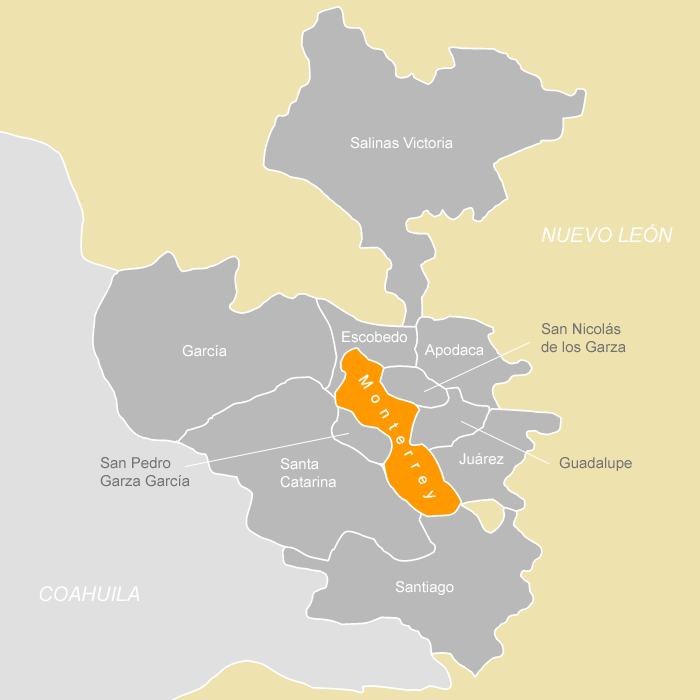
Metropolregion Monterrey

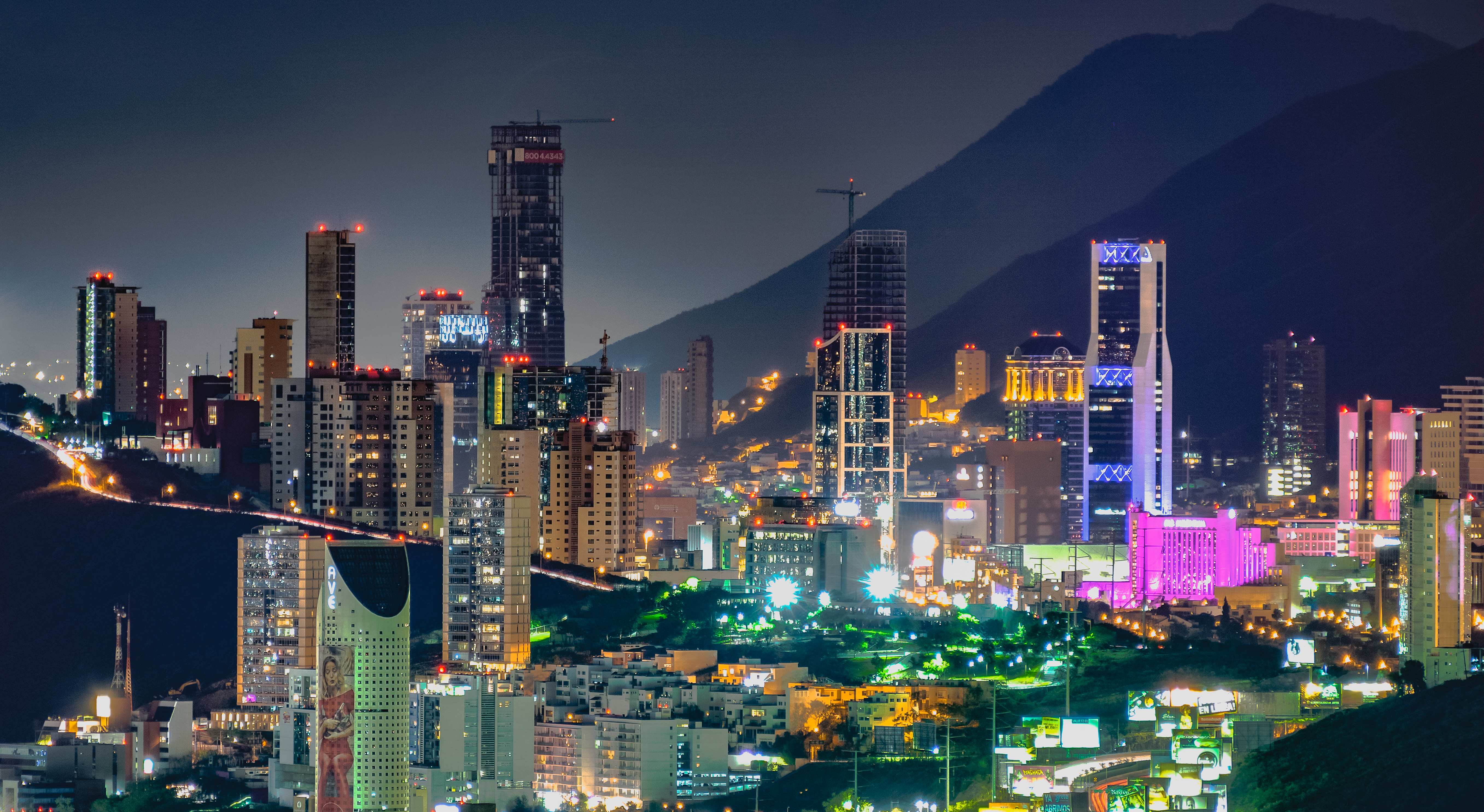
Skyline von Monterrey

Die Zona Metropolitana de Monterrey (Metropolregion Monterrey) ist eine Metropolregion rund um die Stadt Monterrey im mexikanischen Bundesstaat Nuevo León. Offiziell Area Metropolitana de la Ciudad de Monterrey oder AMM genannt, ist der Ballungsraum die drittgrößte derartige Region in Mexiko nach der Zona Metropolitana del Valle de México und der Zona Metropolitana de Guadalajara. 2015 wurde die Einwohnerzahl auf 4,7 Millionen Einwohner geschätzt; 1990 waren es noch 2,7 Millionen.

## Zusammensetzung
Die Zona Metropolitana de Monterrey besteht laut Definition des INEGI aus 46 Orten und Städten in den 18 Municipios:
- Abasolo
- Apodaca
- Cadereyta Jiménez
- Ciénaga de Flores
- El Carmen
- García
- General Escobedo
- General Zuazua
- Guadalupe
- Hidalgo
- Juárez
- Monterrey
- Pesquería
- Salinas Victoria
- San Nicolás de los Garza
- San Pedro Garza García
- Santa Catarina
- Santiago

## Wirtschaft
Die Region bildet ein führendes industrielles Zentrum in Mexiko. Sie ist der Hauptsitz von Unternehmen wie Cemex und Grupo Bimbo sowie die Produktionsstätten von großen multinationalen Unternehmen wie Mercedes-Benz, BMW, Samsung, Boeing und General Electric. Monterrey ist die Stadt mit dem höchsten Einkommen pro Kopf in Mexiko. Als besonders wohlhabend und exklusiv gelten die Städte San Nicolás de los Garza und San Pedro Garza García.